# Syntaxiskleuring

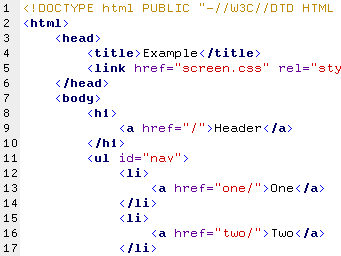
Syntaxiskleuring bij HTML.

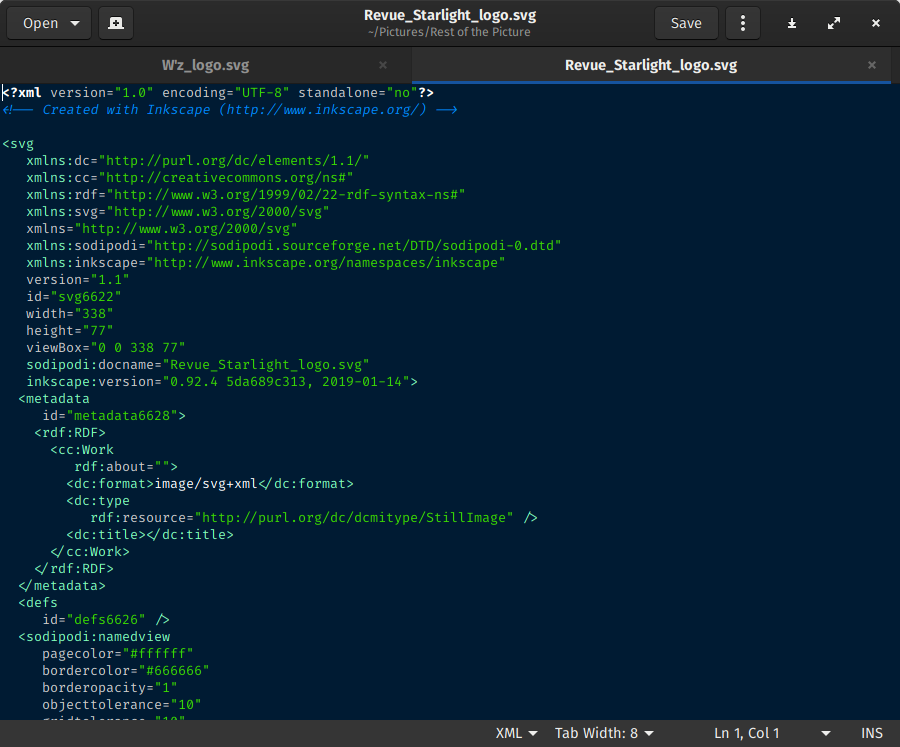
Syntaxiskleuring bij SVG.

Syntaxiskleuring, ook syntax highlighting (Engels), accentuering of syntaxismarkering genoemd, is een optie bij sommige teksteditors die tekst – in het bijzonder broncode – in verschillende kleuren en lettertypes weergeeft volgens de betekenis of categorie van bepaalde termen. Deze optie maakt het gemakkelijker om te schrijven in gestructureerde talen zoals een programmeertaal of opmaaktaal, omdat zowel de structuur als syntaxisfouten visueel duidelijk te onderscheiden zijn.
Gebruikers kunnen vaak de taal van de tekst opgeven, zoals C, LaTeX, HTML, of de teksteditor kan deze zelf herkennen, gebaseerd op bestandseigenschappen of op bestanden die de syntaxis bepalen.
Sommige editors kunnen de gekleurde opmaak ook exporteren naar een formaat dat bruikbaar is om af te drukken, of om te importeren in een tekstverwerker. Zo heeft Vim bijvoorbeeld het commando 'Convert to HTML', dat een HTML-versie genereert van de geaccentueerde broncode.

## Voorbeeld
Dit is een stukje C++-code dat door een teksteditor automatisch is geaccentueerd, gebaseerd op de syntaxis:
```
// Alloceer alle vensters

for
(
 
int
 
i
=
0
;
 
i
 
<
 
max
;
 
i
++
 
)

{

    
pWins
[
i
]
 
=
 
new
 
Window
();

}

```

In dit voorbeeld heeft de editor de sleutelwoorden for, int en new herkend. De namen van variabelen zijn i, pWins en max; deze kunnen in bepaalde teksteditors ook gekleurd worden. Het commentaar voor de code is opgemaakt zodat dit duidelijk te onderscheiden is van effectieve code. Wanneer men naar vele pagina's code kijkt, verbetert syntaxisopmaak de leesbaarheid en de context van de tekst aanzienlijk. De lezer kan makkelijker grote secties commentaar of code negeren, afhankelijk van wat hij nodig heeft.
De meeste editors met syntaxisopmaak laten verschillende kleuren en tekststijlen toe om te gebruiken aan vele verschillende syntactische categorieën. Programmeurs kunnen vaak deze instellingen uitgebreid aanpassen naar eigen wensen om zo veel mogelijk voor hen nuttige informatie te tonen, zonder de code moeilijk leesbaar te maken.